# James Hall (tirador)
James Hall (Alabaster, 18 de noviembre de 1983) es un deportista estadounidense que compite en tiro, en la modalidad de pistola. En los Juegos Panamericanos de 2023 obtuvo una medalla de plata en la prueba de pistola 10 m.

## Palmarés internacional
| Juegos Panamericanos | Juegos Panamericanos | Juegos Panamericanos | Juegos Panamericanos |
| Año                  | Lugar                | Medalla              | Prueba               |
| -------------------- | -------------------- | -------------------- | -------------------- |
| 2023                 | Santiago (Chile)     | Medalla de plata     | Pistola 10 m         |